# Berd'huis
Berd'huis és un municipi francès situat al departament de l'Orne i a la regió de Normandia. L'any 2007 tenia 1.073 habitants.

## Demografia

### Població
El 2007 la població de fet de Berd'huis era de 1.073 persones. Hi havia 416 famílies de les quals 79 eren unipersonals (24 homes vivint sols i 55 dones vivint soles), 161 parelles sense fills, 145 parelles amb fills i 31 famílies monoparentals amb fills.
La població ha evolucionat segons el següent gràfic:
Habitants censats

### Habitatges
El 2007 hi havia 495 habitatges, 429 eren l'habitatge principal de la família, 30 eren segones residències i 36 estaven desocupats. 450 eren cases i 38 eren apartaments. Dels 429 habitatges principals, 270 estaven ocupats pels seus propietaris, 149 estaven llogats i ocupats pels llogaters i 11 estaven cedits a títol gratuït; 6 tenien una cambra, 23 en tenien dues, 77 en tenien tres, 138 en tenien quatre i 185 en tenien cinc o més. 335 habitatges disposaven pel capbaix d'una plaça de pàrquing. A 191 habitatges hi havia un automòbil i a 195 n'hi havia dos o més.

### Piràmide de població
La piràmide de població per edats i sexe el 2009 era:
| Homes | Edats   | Dones |
| ----- | ------- | ----- |
| 0     | 95 o +  | 0     |
| 0     | 90 a 94 | 0     |
| 12    | 85 a 89 | 12    |
| 0     | 80 a 84 | 12    |
| 20    | 75 a 79 | 20    |
| 28    | 70 a 74 | 28    |
| 20    | 65 a 69 | 36    |
| 20    | 60 a 64 | 20    |
| 16    | 55 a 59 | 16    |
| 36    | 50 a 54 | 32    |
| 28    | 45 a 49 | 48    |
| 48    | 40 a 44 | 24    |
| 40    | 35 a 39 | 48    |
| 40    | 30 a 34 | 44    |
| 52    | 25 a 29 | 44    |
| 28    | 20 a 24 | 20    |
| 48    | 15 a 19 | 44    |
| 16    | 10 a 14 | 36    |
| 60    | 5 a 9   | 52    |
| 48    | 0 a 4   | 28    |

## Economia
El 2007 la població en edat de treballar era de 672 persones, 527 eren actives i 145 eren inactives. De les 527 persones actives 482 estaven ocupades (256 homes i 226 dones) i 45 estaven aturades (18 homes i 27 dones). De les 145 persones inactives 67 estaven jubilades, 40 estaven estudiant i 38 estaven classificades com a «altres inactius».

### Ingressos
El 2009 a Berd'huis hi havia 454 unitats fiscals que integraven 1.096,5 persones, la mediana anual d'ingressos fiscals per persona era de 17.434 €.

### Activitats econòmiques
Dels 46 establiments que hi havia el 2007, 1 era d'una empresa extractiva, 2 d'empreses alimentàries, 1 d'una empresa de fabricació de material elèctric, 7 d'empreses de fabricació d'altres productes industrials, 12 d'empreses de construcció, 10 d'empreses de comerç i reparació d'automòbils, 2 d'empreses de transport, 1 d'una empresa d'hostatgeria i restauració, 1 d'una empresa d'informació i comunicació, 2 d'empreses immobiliàries, 3 d'empreses de serveis, 2 d'entitats de l'administració pública i 2 d'empreses classificades com a «altres activitats de serveis».
Dels 16 establiments de servei als particulars que hi havia el 2009, 1 era una oficina de correu, 3 tallers de reparació d'automòbils i de material agrícola, 2 paletes, 1 guixaire pintor, 2 fusteries, 4 lampisteries, 1 electricista, 1 empresa de construcció i 1 perruqueria.
Dels 4 establiments comercials que hi havia el 2009, 1 era una botiga de més de 120 m², 1 una botiga de menys de 120 m², 1 una fleca i 1 una joieria.
L'any 2000 a Berd'huis hi havia 20 explotacions agrícoles que ocupaven un total de 1.040 hectàrees.

## Equipaments sanitaris i escolars
L'únic equipament sanitari que hi havia el 2009 era una farmàcia.
El 2009 hi havia una escola elemental integrada dins d'un grup escolar amb les comunes properes formant una escola dispersa.

## Poblacions més properes
El següent diagrama mostra les poblacions més properes.